# Coagulase

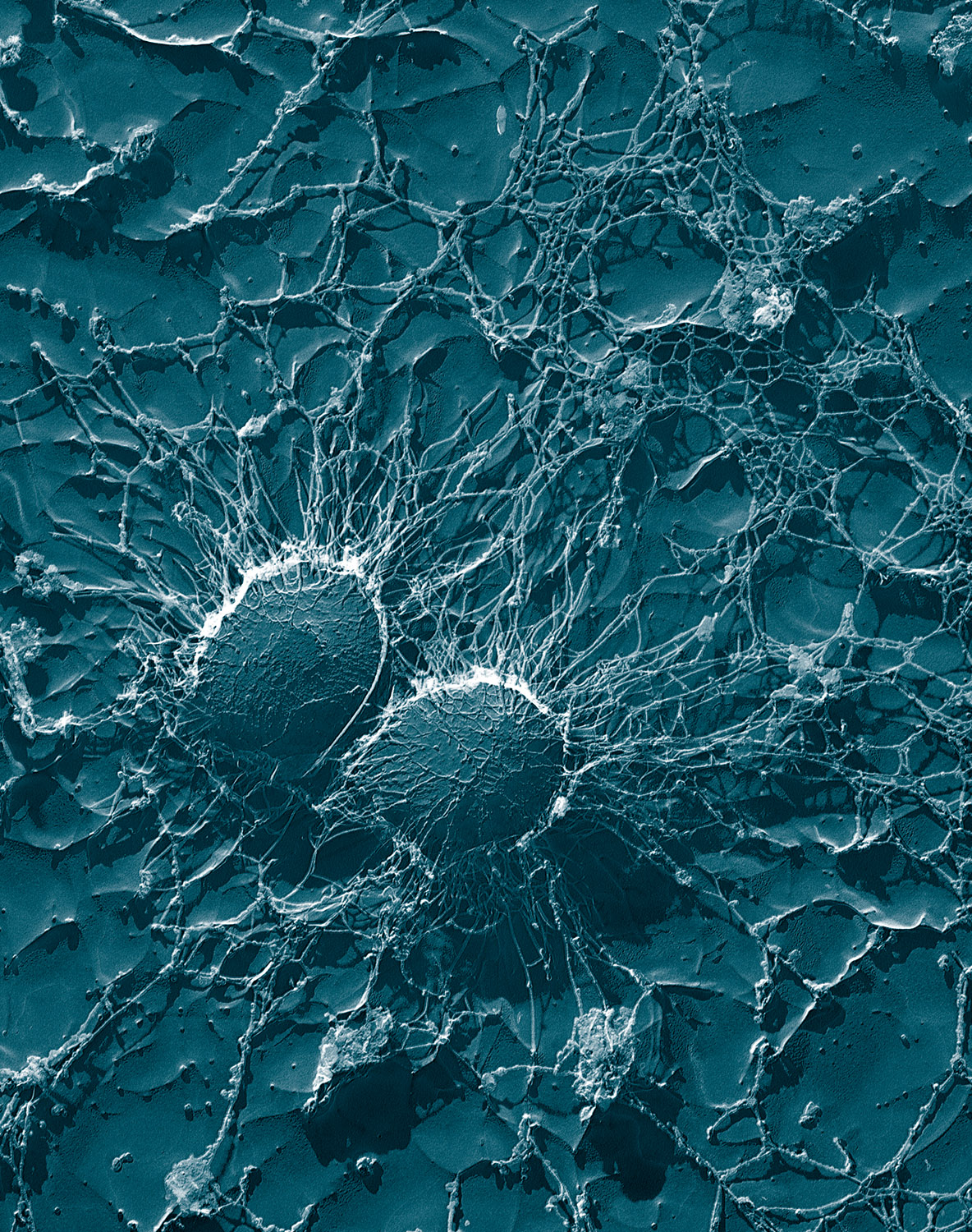
G X50 000 (MET technique par cryofracture).
S.aureus formant une capsule de fibrine qui le protège du système immunitaire d'une vache.

La coagulase ou staphylocoagulase est une enzyme capable de faire coaguler le plasma sanguin. La mise en évidence d'une activité coagulase libre chez une souche de Staphylococcus est un des critères d'identification de Staphylococcus aureus en médecine humaine. D'autres germes, moins courant en pathologie humaine, peuvent avoir une réaction positive, notamment Staphylococcus intermedius et Staphylococcus hyicus.
On distingue deux types de coagulase :
- la coagulase liée ou « clumping factor » adhérant au corps microbien ;
- la coagulase libre ou staphylocoagulase, une exoenzyme, propre à certaines espèces du genre Staphylococcus, et qui est recherché pour l'identification de Staphylococcus aureus.

## Principe
Le principe de ce test est simple. On met en contact du plasma oxalaté, incapable de coaguler seul, avec un peu de bouillon Cœur-Cervelle où a été cultivé le germe étudié. Si le fibrinogène, soluble dans le plasma, se transforme en fibrine solide, un caillot se formera au fond du tube.
On peut également réaliser ce test par une agglutination sur lame. Sur une lame propre et sèche, on met en contact une goutte de Plasma sanguin oxalaté avec une goutte de bouillon ensemencé par le germe étudié (ou 1 colonie). Si le germe possède le récepteur au fibrinogène, il y aura une agglutination visible à l'œil nu.

## Technique
Dans un tube à hémolyse stérile :
- verser 0,5 ml de bouillon cœur-cervelle ;
- verser 0,5 ml de plasma oxalaté ;
- homogénéiser et incuber à 35 - 37 °C.

Remarques : si le test est effectué avec un autre bouillon autre que le bouillon cœur-cervelle, il est indispensable de réaliser un témoin négatif en mélangeant du bouillon et du plasma oxalaté afin de vérifier que ce bouillon ne coagule pas lui-même le plasma stérile. L'observation est possible à partir de 2h d'incubation.
Si le test est effectué sur lame, il faut également vérifier la non-autoagglutination de bouillon ou de la colonie testé.

## Résultats

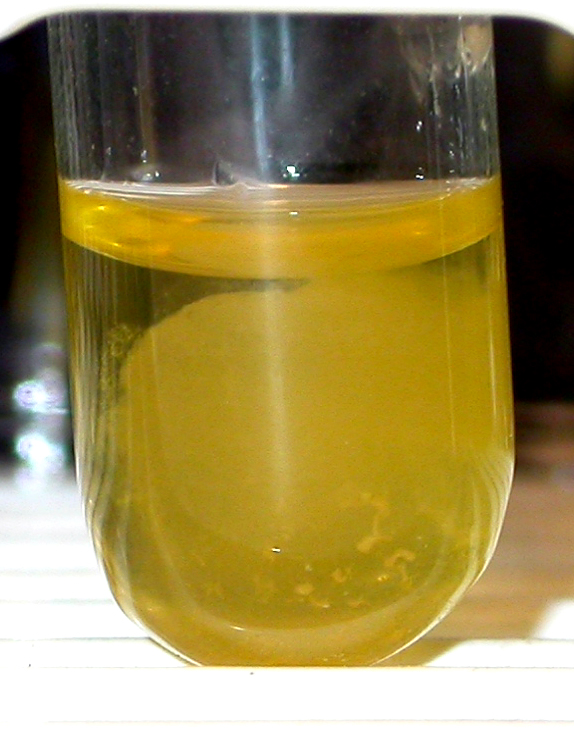
Test de recherche de coagulase libre. Coagulase libre positive.

Si le plasma coagule en moins de 24h, le germe possède une coagulase. La seule mise en évidence d'une activité coagulase libre chez une souche de staphylocoque ne suffit cependant pas à affirmer qu'il s'agit d'un staphylocoque doré : un second test est nécessaire (activité DNAse libre ou agglutination au latex spécifique) afin d'éliminer les faux positifs.
Dans de rares cas, un staphylocoque doré peut avoir perdu sa coagulase.